# Setos
I Setos, detti anche Setoq o Setu,  rappresentano una etnia e una minoranza linguistica che vive come popolo autoctono tra il sud est dell'Estonia e il nord ovest della Russia. Prima dell'abolizione delle provincie estoni si trovavano in quella di Setumaa.
Parlano il dialetto seto, appartenente alla famiglia linguistica baltico-finnica all'interno del gruppo ugro-finnico; è considerata uno dei dialetti Võro, che ha circa 5.000 parlanti.
Il popolo Setu è noto per la radicata tradizione poetica, la maggioranza professa il cristianesimo ortodosso della Chiesa ortodossa apostolica estone, che convive con la religione precristiana che convive sincreticamente.

## Localizzazione

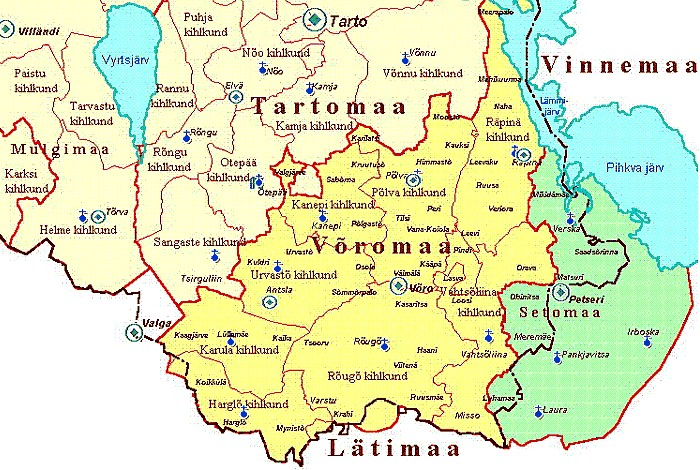
Mappa Võromaa (con giallo) e Setumaa (con verde).

Ci sono circa 13.000 Seto nel mondo.
La maggior parte di loro però si trovano nella regione Seto (Setomaa) che è divisa tra il sud-est dell'Estonia (tra le regioni Põlvamaa e Võrumaa) ed il nord-ovest della Federazione Russa nella regione di Pskov-contea di Petseri.
A causa del confine sud-orientale non ancora stabilito fra Estonia e Russia, questo popolo è destinato per il momento a vivere diviso tra le due nazioni.
I più importanti insediamenti di Seto in Estonia sono Meremäe, Obinitsa e Värska, sul lato russo Izborsk e il Monastero di Petseri. Attualmente ci sono tra 10.000 e 20.000 residenti a Setu, di cui tra 3.000 e 6.000 vivono ancora nella loro zona tradizionale. Fuori Setumaa, ci sono persone Setu soprattutto a Võru e Põlva, così come a Tartu e Tallinn. Secondo il censimento del 2010, 214 residenti di Setu vivono dalla parte russa a Petserimaa, la maggior parte dei quali sono anziani. I discendenti dei Setu vivono anche nel territorio di Krasnojarsk, dove all'inizio del XX secolo si trasferirono più di 8.000 persone russificandosi successivamente.

## Nome
I setu furono menzionati per la prima volta in una fonte storica solo a metà del XIX secolo, quando a Pskov si parlava di estoni. Un altro nome era poliverzia. Il nome Setu è stato gradualmente introdotto. Secondo Julius Mäginen, inizialmente era una presa in giro formata dalla forma participio del pronome usato dai Setu, o dall'uso di pronomi e tuon in parallelo. Setu era usato come soprannome soprattutto per le persone Setu che si trasferivano in città per lavorare. Gli stessi Seto sperano di usare il nome Seto riferito a se stessi, ma l'Ufficio della lingua finlandese ha dato loro la designazione ufficiale di Setu.

## Storia

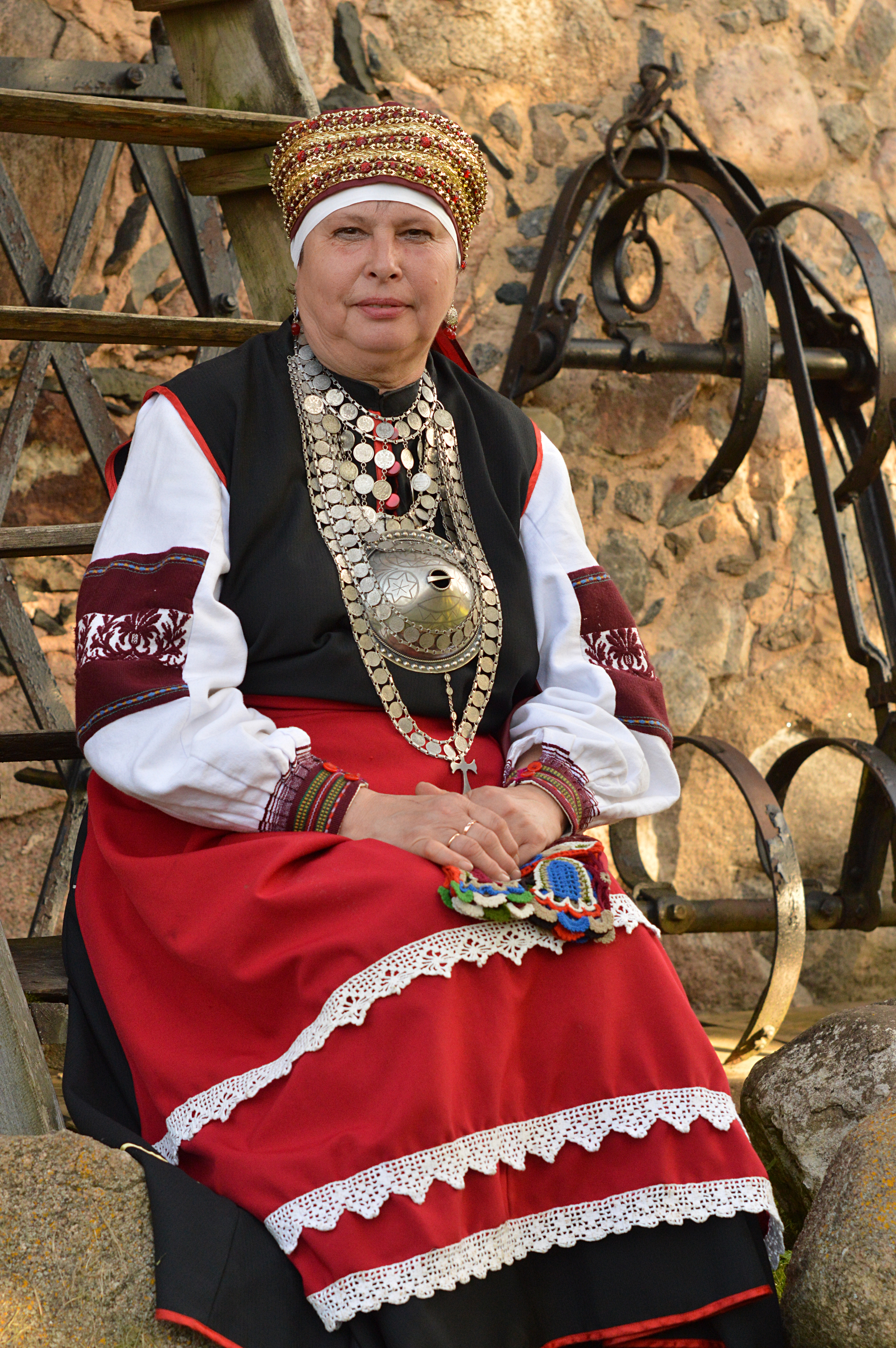
Setu donna

### Origini e Medioevo
Secondo un'opinione ampiamente accettata, il popolo Setu discende dai finlandesi baltici giunti in Estonia. Tuttavia, alcuni studiosi russi hanno avanzato la teoria che il popolo Setu fosse di origine slava. Questa percezione è stata avvertita anche dagli estoni di antica origine russa che abitano le rive del lago Peipus. Secondo il linguista Julius Mäginen, il popolo Setu potrebbe essere discendente di immigrati giunti a Setumaa da Vőrumaa solo nel XVII secolo. L'archeologo Harri MooranSecondo lui, il popolo Setu discende dai finlandesi baltici che avevano già abitato la zona prima degli slavi, anche se ha anche affermato che l'influenza degli immigrati dall'Estonia era stata grande.
Le informazioni sull'antica storia dei Setu sono incomplete. Secondo la Cronaca degli anni passati di Nestore di Pečers'k, monaco, scrittore e storico ucraino, la Russia fu chiamata a governare da tre fratelli vichinghi: Rurik, Sineus e Truvor. Tra essi Truvor rilevò il castello di Izborsk che dista cinque chilometri dal primo villaggio Setu. La fortezza fu costruita dagli slavi nel VII o VIII secolo in un'area abitata dai finlandesi baltici. Ibrosk era probabilmente un centro importante per i finlandesi del Mar Baltico prima della sua occupazione slava tra i secoli X e XI. Le chiese iniziarono a essere costruite nella zona nel XIII secolo e il monastero di Petser fu costruito nel 1473. Il passaggio alla fede ortodossa fu abbastanza indolore.

### Prime testimonianze ed Età contemporanea
Le prime testimonianze di differenze socioculturali tra popolo Setu ed estoni risalgono al XIX secolo benché esistano da molto tempo. Negli anni '60 dell'Ottocento molti immigrati iniziarono a venire in Estonia dalla regione di Pskov e alcuni di loro si stabilirono a Setumaa. All'inizio del XX secolo, i Setu erano rimasti indietro rispetto agli estoni nello sviluppo. Infatti, nel 1908, solo il 20% dei bambini di Setu frequentava regolarmente la scuola. Vi erano due sole scuole estoni nell'area di Petseri data la scarsa frequenza dovuta all'insegnamento in lingua russa.

### Nell'Estonia fino all'occupazione russa dell'Estonia nella seconda guerra mondiale
Setumaa apparteneva alla Russia fino a quando non fu annessa all'Estonia indipendente e alla sua provincia di Petserimaa nel 1920. Nell'Estonia indipendente era prevista un'istruzione obbligatoria di sei anni. La lingua di insegnamento della scuola era l'estone. Nel 1922 e nel 1924 furono pubblicati due volumi della biblioteca nella lingua della famiglia Setu, ma non furono introdotti nelle scuole della regione di Setu. Il primo congresso dei Setu si tenne nel 1922. Negli anni '30 iniziarono a tenersi le giornate estive di cultura Setu, svoltesi anche a fini di maggiore interazione civile. Prima della seconda guerra mondiale c'erano circa 18.500 Setu.
Durante la seconda guerra mondiale, l'Unione Sovietica conquistò l'Estonia col territorio ancestrale Setu. Il confine tra le repubbliche socialiste sovietiche russa ed estone fu subdolamente spostato a guerra in corso nel 1944, dividendo in due Setu.

### Anni nella RSS Estone
Durante l'epoca sovietica, lo status del dialetto Seto e della tradizione del canto si deteriorò rapidamente e il popolo Setu temeva di fondersi completamente con le nazionalità circostanti. Dopo la Perestrojka tuttavia, la cultura riprese vita e, ad esempio, iniziarono a essere riorganizzate le feste canore tra cui quella denominata Setu Selts o Setukaisseura.

### Dopo la fine dell'URSS
Quando l'Unione Sovietica si è sciolta nel 1991 e l'Estonia ha riguadagnato la sua indipendenza, questo confine è rimasto in vigore, anche se l'Estonia ha chiesto di cambiarlo. Dietro il confine orientale dell'Estonia c'erano ben 74 insediamenti.
Dopo l'indipendenza dell'Estonia, è stata istituita l'Associazione di Petserimaa per difendere i diritti di Petserimaa. Il Terzo Congresso di Setu si è tenuto nel 1993. Nel 2002, il Congresso di Setu ha dichiarato il popolo di Setu un popolo indipendente. Nel 2010, l'amministrazione della regione di Pskov ha presentato domanda per lo status di popolo Setu in Russia. La stazione mira a garantire la sopravvivenza delle persone. Alla stazione di confine occidentale della città di Petseri, si può vedere un gran numero di Setu in coda alle loro radici. Molti di loro hanno ancora genitori o nonni che vivono dietro il confine.
La maggior parte dei residenti di Setu ritiene che il governo del primo ministro Andrus Ansip abbia tradito non solo i desideri del popolo di Setu, ma anche gli interessi dell'intera Repubblica di Estonia, quando il ministro degli Esteri Urmas Paet ha rilasciato una dichiarazione alla Russia nella primavera del 2005 affermando che l'Estonia non aveva rivendicazioni territoriali contro la Russia. Così, ogni anno in occasione dell'anniversario del Trattato di pace di Tartu, il 2 febbraio, le organizzazioni di fronte organizzavano dure manifestazioni contro l'azione del governo. Le proteste più grandi si vedono tradizionalmente davanti al luogo in cui è stato firmato lo storico trattato di pace, in via Vanemuine a Tartu.
Inara Luigas, un membro del Parlamento che rappresenta il popolo Setu nel Riigikogu estone, ha suggerito nel 2011 che Estonia e Finlandia dovrebbero tenere una conferenza sulle regioni oltre il confine orientale, Carelia e Setomaa, dove i rappresentanti dei paesi potrebbero scambiare esperienze e provare presentare obiettivi all'amministrazione russa.

## Cultura

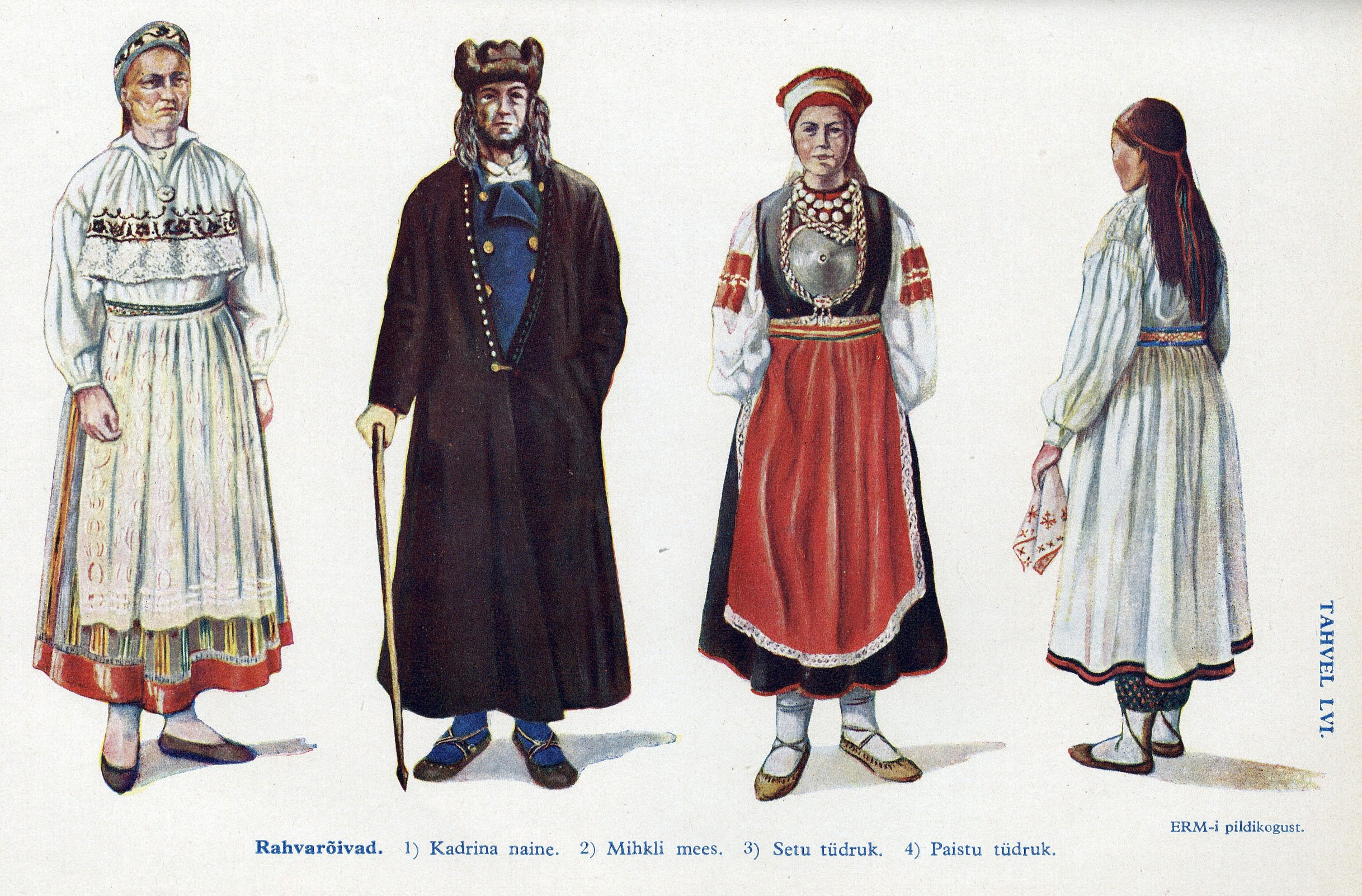
Costumi nazionali estoni, donna Setu al terzo posto.

### Lingua
La lingua Seto parlata dal popolo Setu è solitamente classificata come un dialetto di Võro e talvolta è definita come Võro-Seto. I Setu chiamano la loro lingua Seto kiil, la lingua di Seto. I parlanti di dialetti nell'Estonia settentrionale e occidentale potrebbero avere difficoltà a capire il Seto parlato. La lingua ha molte delle stesse parole del finlandese e ha una vocalizzazione simile e risulta maggiormente influenzata nella terminologia dal Russo.

### Leelo
Molte caratteristiche precristiane sono state preservate tra i Setu e la loro cultura, basata sulla poesia cantata, è unica tra i popoli del Mar Baltico.  Il canto corale si chiama Seto leelo ed è considerato una delle caratteristiche più importanti della cultura dei Seto. Nel canto tipico denominato Leelo, il cantante canta una strofa le cui ultime parole sono d'accordo con il coro che la ripete (canto polifonico). Nel canto torrõ, diversi cantanti suonano una melodia leggermente modificata del cantante. Un cantante accompagna il protagonista con una voce cantata (killõ).

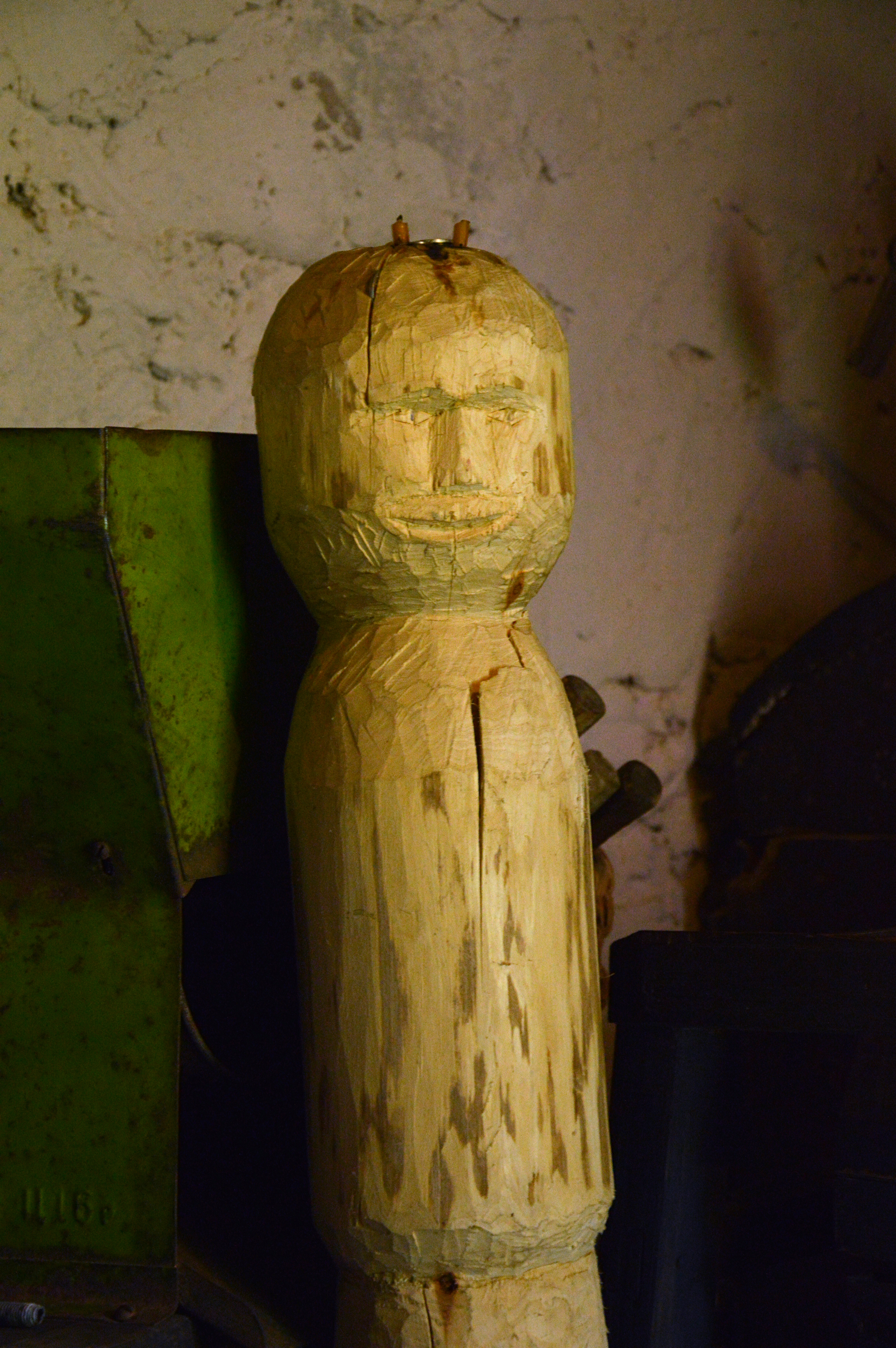
Pekko

Sebbene la maggior parte dei leelo sia stata copiata da artisti precedenti, la capacità del cantante solista di improvvisare è notevole. I migliori cantanti solisti possono padroneggiare fino a 20.000 versi diversi. Il canto faceva parte della vita di tutti i giorni, ma oggi viene eseguito quasi esclusivamente sul palco. Leelo è stato iscritto nella Lista dei Patrimoni orali e immateriali dell'umanità UNESCO nel 2009.

### Religione
A differenza della maggior parte degli estoni, i Setu sono ortodossi. Di solito sono molto religiosi e tradizionalmente ogni casa ha un angolo riservato alle icone. Ogni villaggio, invece, ha una piccola cappella chiamata Tsässön. Le cappelle sono solitamente chiuse, ma l'anziano del villaggio le apre durante la festività principali. Nei giorni festivi le persone si radunano nel luogo di culto per onorare le anime degli antenati. Dopo la funzione, la cappella è circondata dalla processione. Dopo i pasti vengono consumati presso le tombe, affinché una parte del cibo possa essere lasciata alle anime dei parenti defunti.

### Pekko
L'epopea contadina Pekko è stata pubblicata nel 1995 in Finlandia dallo Snellman Institute. La versione finlandese del 2006 ha il nome Pekko ed è stato tradotta da Seppo Suhonen e pubblicata dalla Società letteraria finlandese. Pekko era il dio della fertilità del popolo Setu, ed è spesso descritto come una statua di legno o una grande candela. Era conservato nel cereale, venendo adorato durante le stagioni di semina e raccolto. Il primo sabato di agosto di ogni anno, il popolo Setu tiene un evento chiamato Seto Kingdom Day, in cui viene eletto il re del popolo Setu, il vice di Pekko sootska. Sootska è eletto democraticamente in modo tale che i sostenitori di ogni candidato facciano la coda dietro di lui e la coda più lunga dietro il vincitore. Il dio dell'orzo Pekko, è presente anche nel folklore finlandese.

## Festival 2016

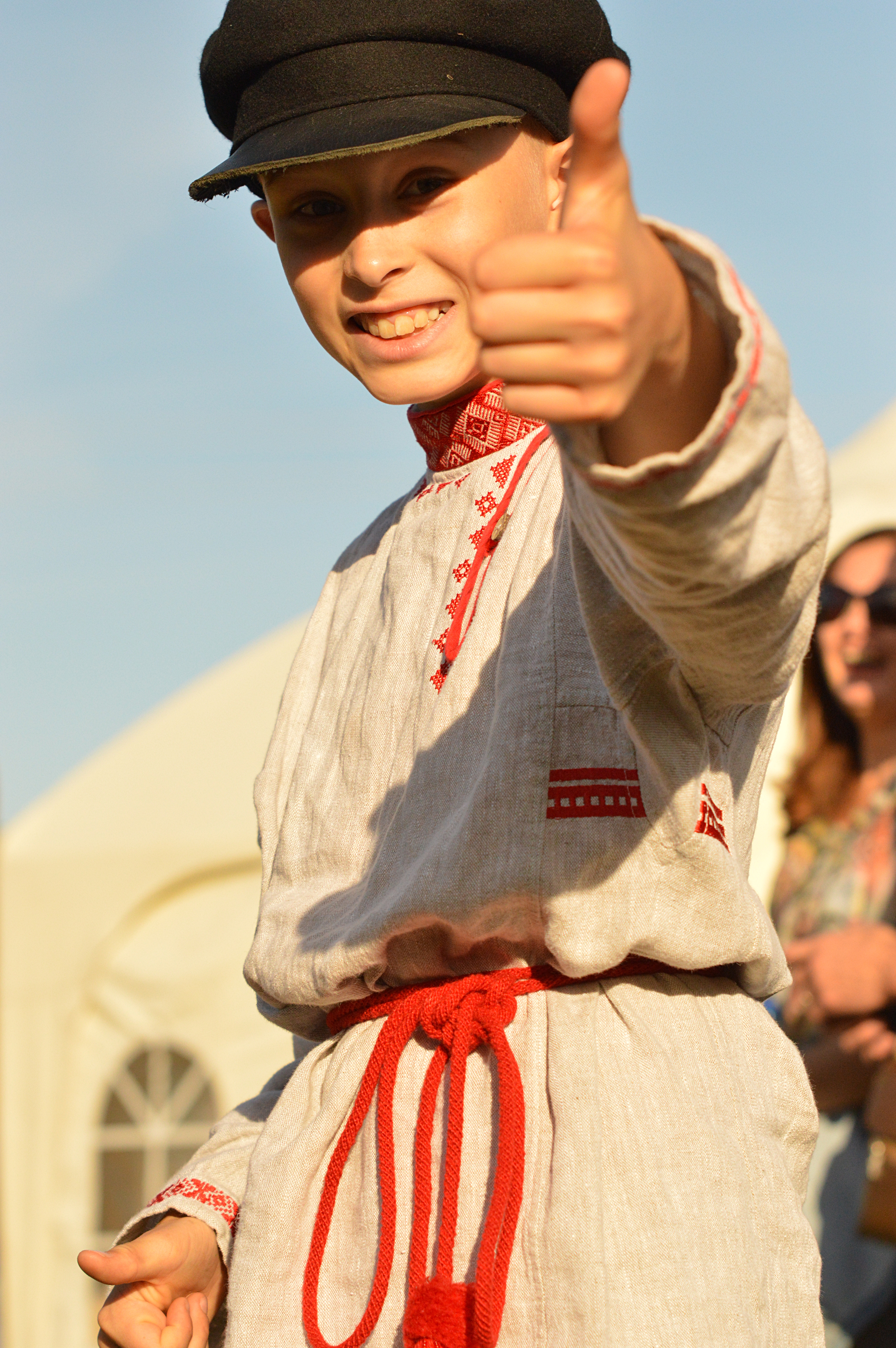
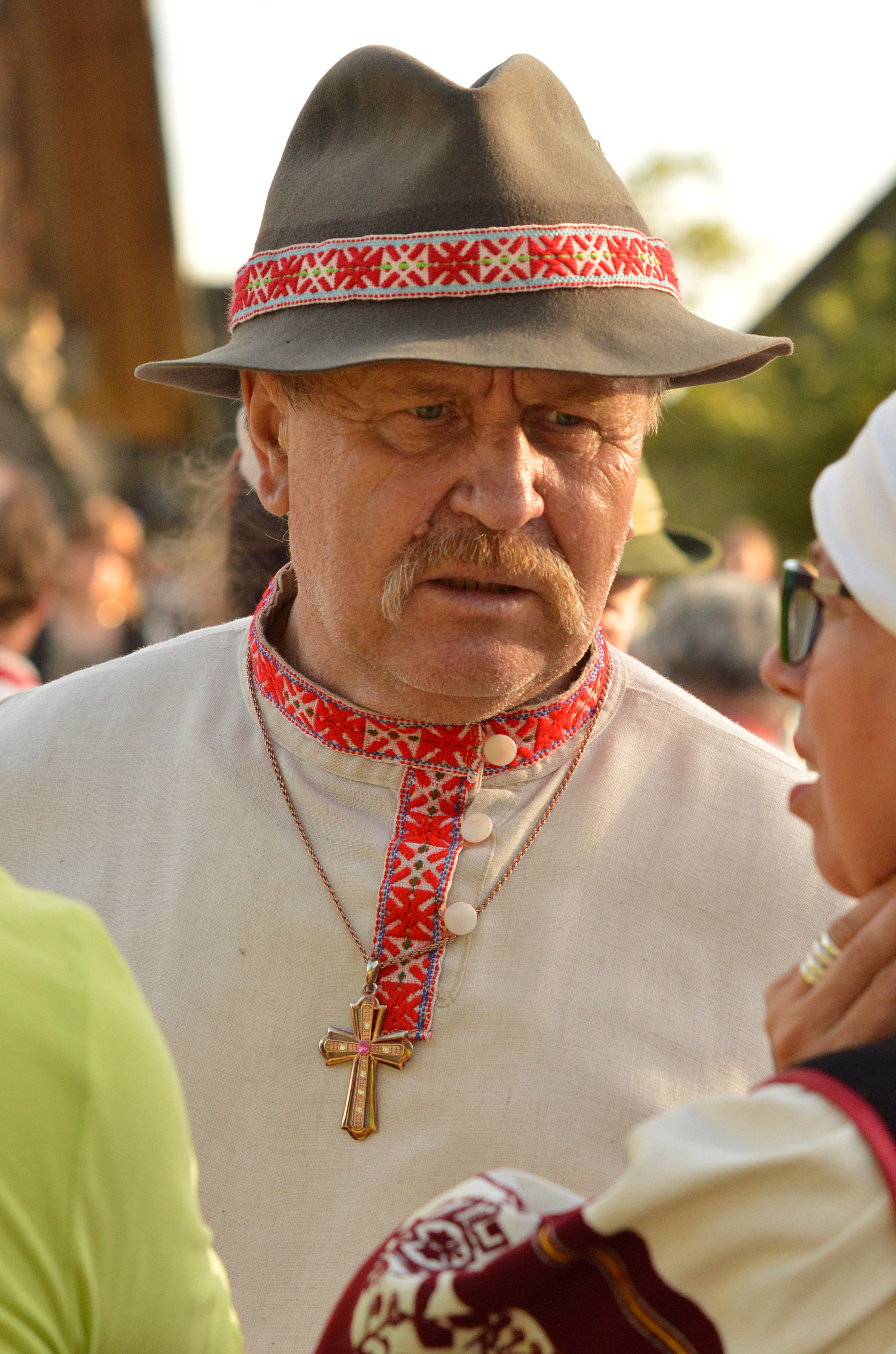
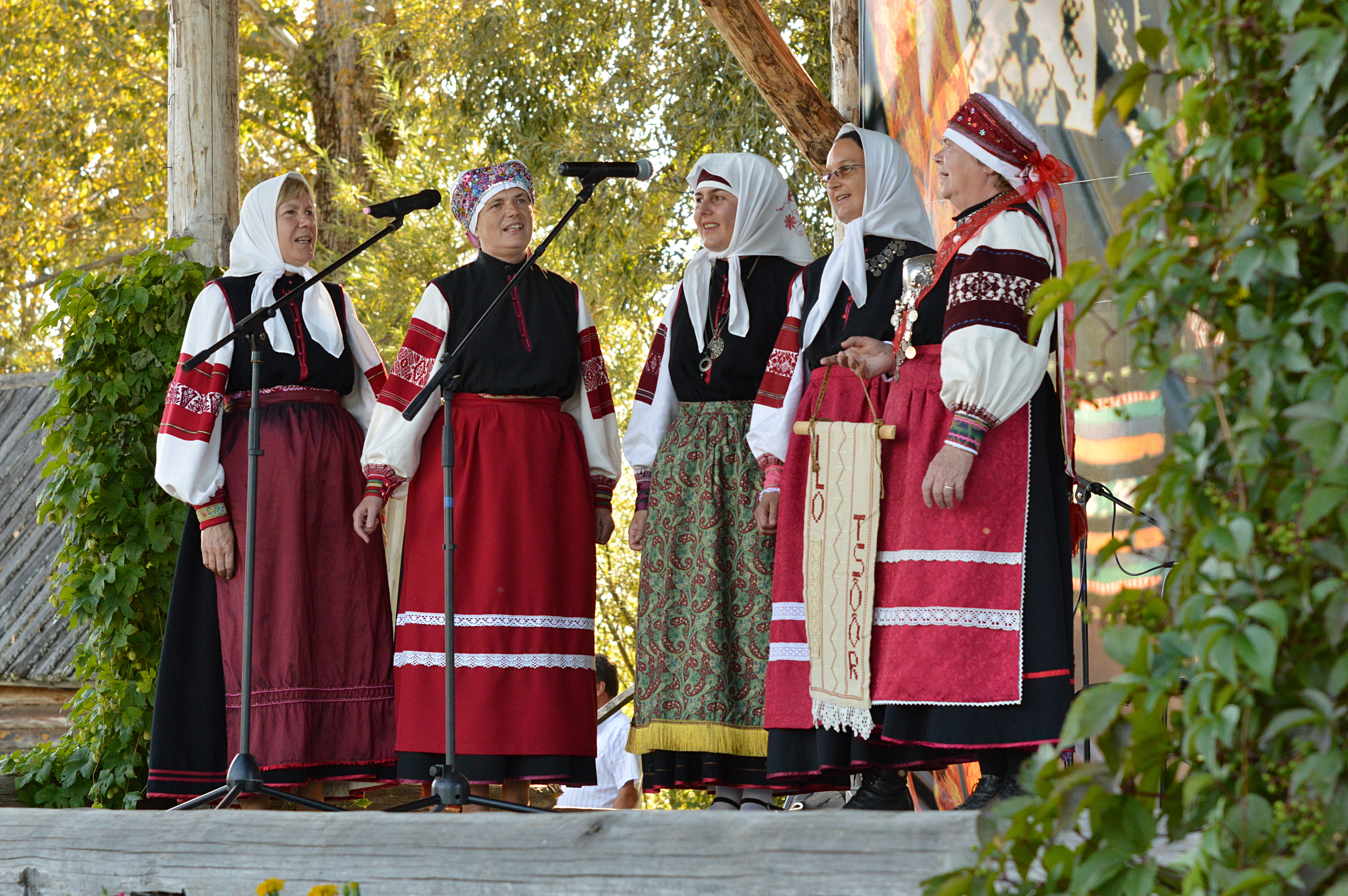
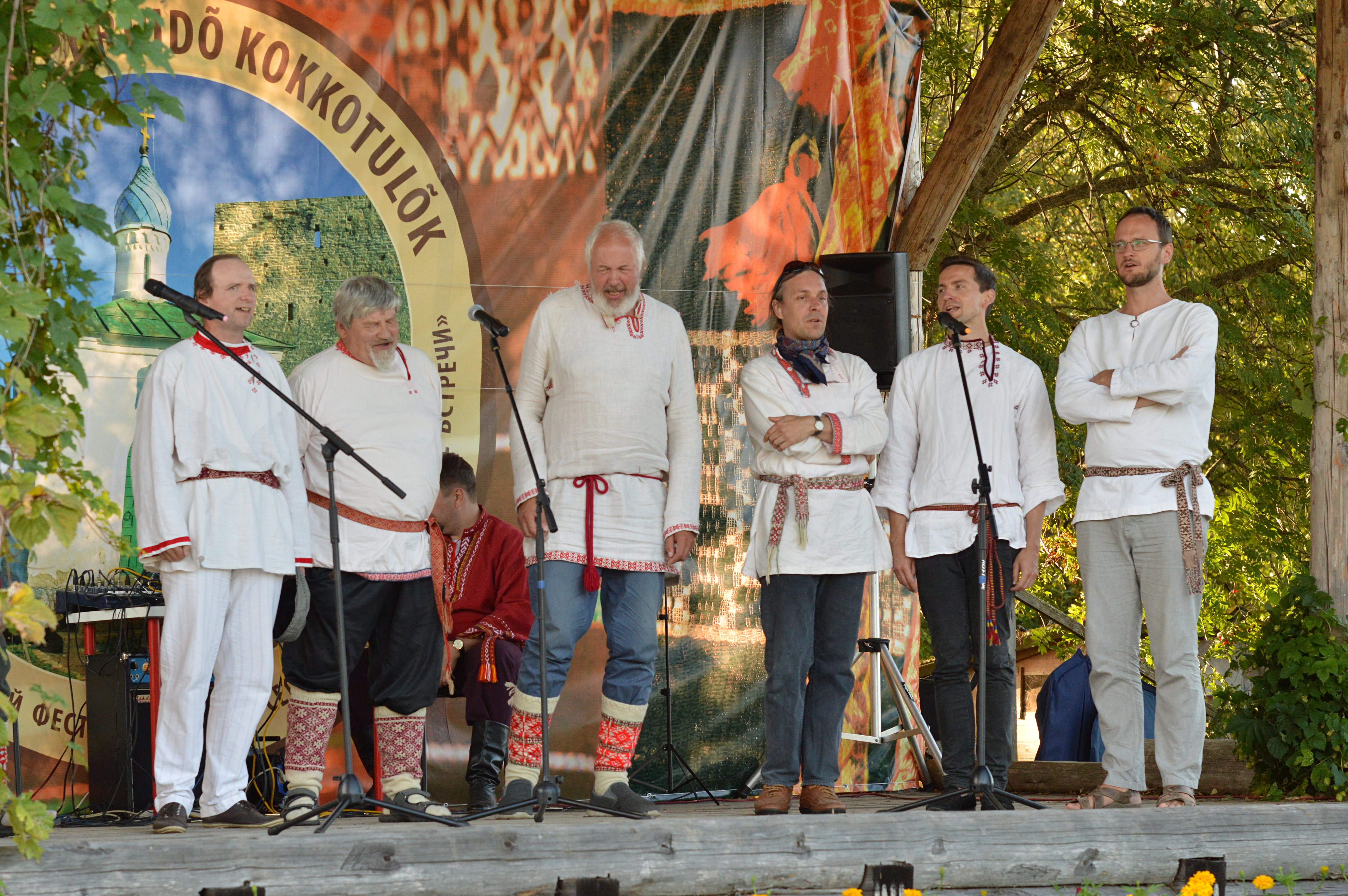
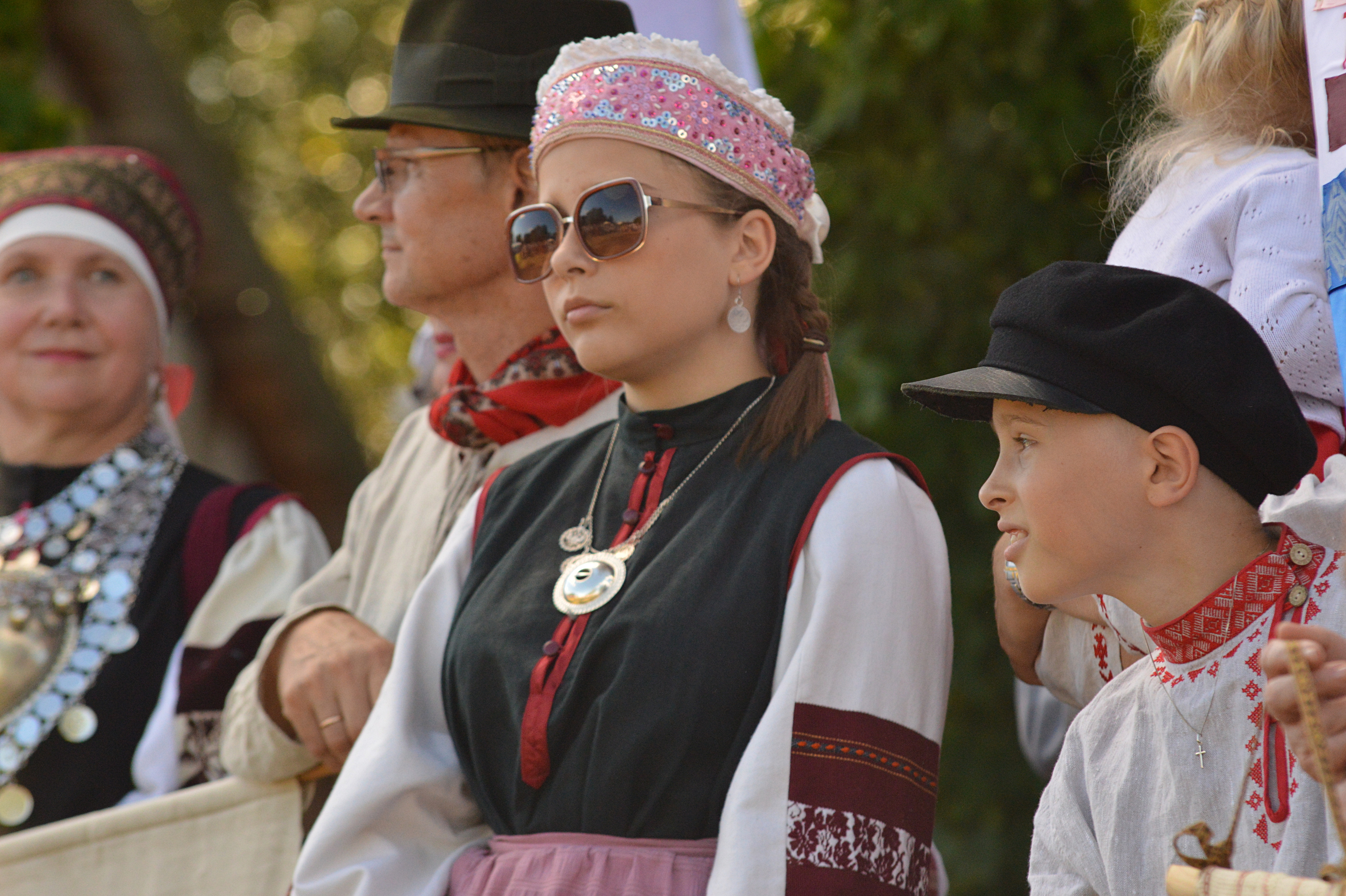